# صدر الدين آغا خان
الأمير صدر الدين آغا خان (بالإنجليزية: Prince Sadruddin Aga Khan)‏، ((بالأردوية: صدرالّدين آغا خان)‏)، (17 يناير 1933 حتي 12 مايو 2003)، حامل رتبة الإمبراطورية البريطانية، شغل منصب المفوض السامي للمفوضية العليا للأمم المتحدة لشؤون اللاجئين في الفترة ما بين عامي 1966-1977، والتي شهدت خلال فترته توجه الوكالة للتركيز خارج أوروبا وانخراطها في قضايا اللاجئين المعقدة. وكان أيضا من دعاة زيادة التعاون بين المنظمات غير الحكومية ووكالات الأمم المتحدة. اهتمام الأمير بالقضايا البيئية قادته إلى إنشاء مؤسسة بيلريف في أواخر عقد 1970، وكان أحد هواة جمع المعرفة واحترام الفن الإسلامي.
ولد في باريس، فرنسا، وهو ابن السير سلطان محمد شاه آغا خان والأميرة أندريه آغا خان. وكان قد تزوج مرتين، ولكنه لم يرغب في إنجاب أطفال. توفي الأمير صدر الدين بمرض السرطان عن عمر يناهز ال 70 عاما، ودفن في سويسرا.

## وصلات خارجية
- صدر الدين آغا خان على موقع مونزينجر (الألمانية)
- "Sadruddin Aga Khan, le Prince qui voulait un monde meilleur – Site officiel de l'Etat de Genève, 19 May 2003" (بالفرنسية). Archived from the original on 2012-03-08. Retrieved 2007-01-01.
- "Prince Sadruddin Aga Khan: Radical statesman of the United Nations who occupied a unique position between Islam and the West". The Independent (UK). 14 مايو 2003. مؤرشف من الأصل في 2013-10-26. اطلع عليه بتاريخ 2007-01-01.
- "Interview with Prince Sadruddin Aga Khan – Refugees, November 1988". مؤرشف من الأصل في 2016-03-04. اطلع عليه بتاريخ 2007-01-01.
- "Collection of articles on Prince Sadruddin at ismaili.net". مؤرشف من الأصل في 2017-01-03. اطلع عليه بتاريخ 2006-01-02.
- "The Paris Review Masthead". مؤرشف من الأصل في 2019-11-22. اطلع عليه بتاريخ 2010-10-13.

| المناصب السياسية   | المناصب السياسية                                       | المناصب السياسية |
| ------------------ | ------------------------------------------------------ | ---------------- |
| سبقه فيليكس شنايدر | المفوضية العليا للأمم المتحدة لشؤون اللاجئين 1966–1977 | تبعه بول هرتلينغ |